# Euchromius ocellea
Euchromius ocellea là một loài bướm đêm thuộc họ Crambidae. Nó là loài phân bố rộng rãi, được tìm thấy ở tropical và subtropical regions, but migrates tới châu Âu.
Sải cánh dài 16–27 mm.
Ấu trùng ăn Zea mays và Sorghum bicolor.